# 더글러스 에어크래프트
더글러스 에어크래프트(Douglas Aircraft Company)는 미국 남부 캘리포니아를 기반으로 한 미국의 항공우주 제조업체이다. 1921년, 도널드 윌리스 더글러스가 설립했고, 이후 1967년 맥도널사와 합병하여 맥도널 더글러스가 되었다. 합병 이후 더글러스 에어크래프트 사는 맥도널 더글러스의 한 분과로 운영됐다. 맥도널 더글러스는 이후 1997년에 보잉에 합병됐다.

## 항공기
- 더글러스 1211-J
- 더글러스 2229
- 더글러스 A-1 Skyraider (1945)
- 더글러스 XA-2 (1920년대)
- 더글러스 A-3 스카이워리어 (1952)
- 더글러스 A-4 스카이호크 (1954)